# بنیزوری-ئه

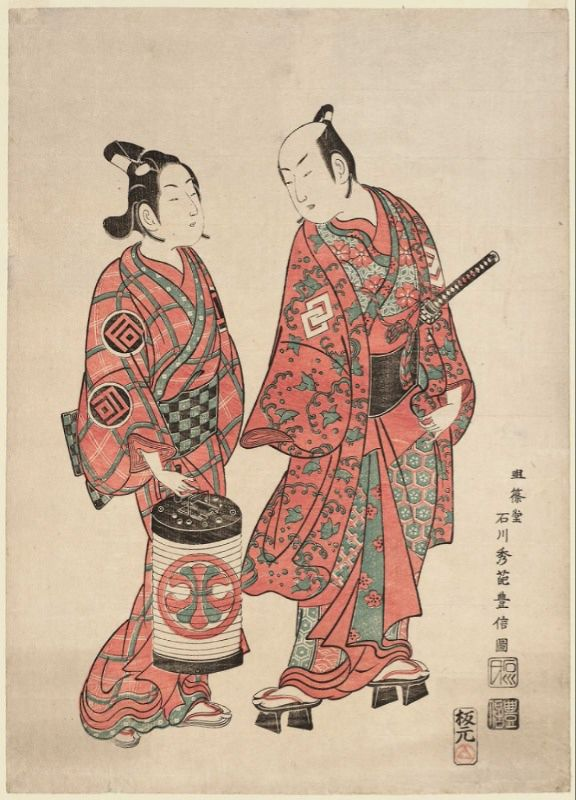

بنیزوری-ئه (به ژاپنی: 紅刷絵 Benizuri-e)، نوعی چاپ چوبی ژاپنی به سبک «اولیه»  اوکی‌یوئه است. آنها معمولاً به رنگ صورتی (بنی) و سبز چاپ می شدند، گاهی با اضافه کردن رنگ دیگری، چاپ شده یا با دست اضافه می شد.